# Casualties of Cool
Casualties of Cool debitantski je studijski album kanadskog country rock dua Casualties of Cool, koji čine glazbenici Devin Townsend i Ché Aimee Dorval. Objavljen je 14. svibnja 2014. Označio je odmak od prijašnjih Townsendovih radova jer je konceptualni album koji se sastoji od pjesama nadahnute countryjem, blues rockom i ambijentalnom glazbom.
Na uratku su svirali i gostujući glazbenici, među kojima su bubnjar Morgan Ågren iz Kaipe, flautistica Kat Epple iz Emerald Weba i saksofonist Jørgen Munkeby iz Shininga. Djelomično je financiran pomoću PledgeMusica, mrežnog mjesta za masovno financiranje.

## Pozadina
Projekt Casualties of Cool službeno je najavljen 2012., nakon objave Epiclouda, premda je Townsend radio na njemu od 2010. U rujnu 2012. Townsend je izjavio: "Casualties of Cool je duo koji činimo ja i Ché. Zvuči poput ukletih pjesama Johnnyja Casha. To je kasnonoćna glazba, zvuči posve odvojeno od svega i drugačije je od svega što sam dosad snimio. Ché je zaslužna za većinu glavnih vokalnih dionica. [Taj album] vjerojatno najiskrenije odražava tko sam u ovom trenutku života". Kasnije je komentirao da Casualties of Cool sadrži "glazbu najbližu njegovu srcu", album je nazvao "posebnim", "jednom od najomiljenijih stvari kojima se ikad bavio" i "prilično zadovoljavajućim". Također je izjavio da je u pitanju "njemu vrlo potrebna ozbiljna glazba" i vrlo važan projekt koji ne želi požurivati.
U kolovozu 2013. Townsend je najavio da je Casualties of Cool dovršen i "spreman za masteriranje", no početkom studenog te godine napomenuo je da je ipak i dalje u procesu miksanja. Dana 19. studenog 2013. komentirao je da je album dovršen i da slijede masteriranje i kompiliranje bonus materijala na zaseban disk. Bonus disk sastoji se od preostalih pjesama s glavnog albuma, kao i pjesama s albuma Ghost 2, neobjavljene kompilacije preostalih pjesama s Ghosta. Uradak je izvorno trebao biti objavljen u travnju 2014., ali je kasnije datum objave odgođen na svibanj 2014. Townsend je u veljači 2014. spomenuo da je nekoliko puta mijenjao miks nakon što je album poslan na masteriranje. Godine 2012. izjavio je da će to biti šesti i posljednji u nizu albuma Devin Townsend Projecta, no u veljači 2014. potvrdio je da je Casualties of Cool odvojen projekt, nezavisan od Devin Townsend Projecta i njegova samostalnog materijala. Također je pokrenuo masovno financiranje kako bi podržao objavu albuma. Kampanja financiranja započela je 22. veljače 2014. na PledgeMusicu i istog je dana potvrđeno da je datum objave albuma 14. svibnja 2014. Ubrzo je postignut cilj, a sav dodatan novac uložen je u Townsendove ostale projekte.

## Koncept
Townsend je izjavio da album govori o putniku kojeg privuče živ planet koji se hrani njegovim strahovima. Putnika utješi stari radioprijamnik, a zatim i stari fonograf. Na koncu se suoči sa svojim strahom i njegova "snaga volje zbog koje se nije prepustio strahu" oslobodi ženu koju je planet čuvao u sebi, koja pak oslobodi njegovu dušu.

## Bonus CD
Deluxe inačica albuma sastoji se i od bonus diska odbačenih pjesama i alternativnih inačica. Većina je materijala napisana u vrijeme kad i pjesme s glavnog diska; pjesma "Fight" izvorna je verzija skladbe "Flight" na kojoj pjeva Townsend, a i drugačije završava. Međutim, "Drench", "Mend", "Perspective" i "Moonshine" preostale su pjesme s planiranog, ali na koncu odbačenog nastavka albuma Ghost pod imenom Ghost 2. Među ostalim pjesama koje su se trebale pojaviti na Ghostu 2 su "Radial Highway" (objavljena u box setu Contain Us i kao bonus pjesma na iTunesovoj inačici Ghosta), "Fall" (objavljena na SoundCloudu marke Mackie), i "Watch You" (objavljena u box setu Contain Us). K tome, "Drench" je objavljena na Townsendovu SoundCloudu, dok je prvih pet pjesama s Ghosta 2 objavljeno u MP3 formatu 

## Ekskluzivni sadržaj za članove PledgeMusica
Tijekom grupnog financiranja Casualties of Coola na PledgeMusicu različit je dodatan sadržaj isporučen svakome tko je album financirao bilo kojom svotom novca. Među tim sadržajima bio je i USB štapić u obliku kosti na kojem se nalaze dvije bonus pjesme nastale za vrijeme snimanja Casualties of Coola, kao i pjesme s prvog diska poredane na drugačiji način. Na njemu se nalazi i tekstualni dokument u kojem je Townsend objasnio taj različit poredak; spomenuo je da je svaku pjesmu produljio dodavanjem novih instrumentala i ambijentalnih dijelova i da zbog toga pjesme prirodnije teku jedna u drugu. Među tim prilagođenim pjesmama nalazi se i "Gone Is Gone" s drugog diska, koja se prvotno trebala pojaviti na prvom disku (nakon "Forgive Me" i prije "Broken"). Međutim, zbog ograničenog prostora na CD-u nije se pojavila na glavnom albumu. "Cold Feet" opisana je kao B-strana, a "Thing" podsjeća na pjesme na albumu Ki, ali uz produkciju Casualties of Coola. Iako se odlikuje ambijentalnošću tipičnom za oba diska Casualties of Coola, žešća je i više nalik ostalom Townsendovu radu od bilo koje druge pjesme na tom albumu. Dorval ne sudjeluje ni na "Cold Feet" ni na "Thing". Ondje se nalaze i dvije dokumentarne snimke zvuka u kojima se objašnjavaju prvi i drugi disk i zajedno traju preko dva sata. Ti su dodatni sadržaji uključeni i u box set PledgeMusica.

## Reizdanje
Album je 15. siječnja 2016. reizdan diljem svijeta; uz to je izdanje objavljen i DVD s videosnimkama koncerta koji se održao 2014. u londonskom Union Chapelu.

## Recenzije
Sputnikmusic je naveo Casualties of Cool kao sedmi najbolji album 2014. i komentirao: "Ukratko, to je album koji biste morali poslušati čim budete u prilici. Dodatno potvrđuje Devina Townsenda kao jednog od današnjih najuspjelijih i najgenijalnijih glazbenika." Na tom je mrežnom mjestu album dobio ocjenu 5 od 5.

## Popis pjesama
| 1.    | »Daddy«               | Ché Aimee Dorval | Devin Townsend         | 5:11 |
| 2.    | »Mountaintop«         | Townsend, Dorval | Townsend               | 5:33 |
| 3.    | »Flight«              | Dorval           | Townsend               | 5:32 |
| 4.    | »The Code«            | Townsend, Dorval | Townsend               | 4:41 |
| 5.    | »Moon«                | Townsend         | Townsend               | 6:28 |
| 6.    | »Pier«                | Townsend         | Morgan Ågren, Townsend | 3:39 |
| 7.    | »Ether«               | Townsend         | Townsend               | 4:50 |
| 8.    | »Hejda«               | Townsend, Dorval | Townsend               | 3:40 |
| 9.    | »Forgive Me«          | Townsend, Dorval | Townsend               | 6:00 |
| 10.   | »Broken«              | Townsend         | Townsend               | 1:59 |
| 11.   | »Bones«               | Dorval           | Townsend               | 3:39 |
| 12.   | »Deathscope«          | Townsend         | Townsend               | 6:13 |
| 13.   | »The Field«           | Dorval           | Townsend               | 4:01 |
| 14.   | »The Bridge«          | Townsend         | Townsend, Kat Epple    | 8:13 |
| 15.   | »Pure« (instrumental) |                  | Epple                  | 4:08 |
| 73:47 |                       |                  |                        |      |

| Drugi disk s deluxe inačice albuma | Drugi disk s deluxe inačice albuma | Drugi disk s deluxe inačice albuma | Drugi disk s deluxe inačice albuma | Drugi disk s deluxe inačice albuma | Drugi disk s deluxe inačice albuma | Drugi disk s deluxe inačice albuma | Drugi disk s deluxe inačice albuma | Drugi disk s deluxe inačice albuma | Drugi disk s deluxe inačice albuma |
| Br.                                | Skladba                            | Tekstopisac                        | Skladatelj                         | Trajanje                           |                                    |                                    |                                    |                                    |                                    |
| ---------------------------------- | ---------------------------------- | ---------------------------------- | ---------------------------------- | ---------------------------------- | ---------------------------------- | ---------------------------------- | ---------------------------------- | ---------------------------------- | ---------------------------------- |
| 1.                                 | »Ghost Wives«                      | Townsend, Dorval                   | Townsend                           | 5:04                               |                                    |                                    |                                    |                                    |                                    |
| 2.                                 | »Drained«                          | Townsend                           | Townsend                           | 4:28                               |                                    |                                    |                                    |                                    |                                    |
| 3.                                 | »Dig for Gold«                     | Townsend, Dorval                   | Townsend                           | 4:41                               |                                    |                                    |                                    |                                    |                                    |
| 4.                                 | »Dead Eyes«                        | Townsend                           | Townsend                           | 5:53                               |                                    |                                    |                                    |                                    |                                    |
| 5.                                 | »Drench«                           | Townsend                           | Townsend, Mike St-Jean, Dave Young | 6:23                               |                                    |                                    |                                    |                                    |                                    |
| 6.                                 | »Mend«                             | Townsend                           | Townsend, Jeff Schmidt             | 3:54                               |                                    |                                    |                                    |                                    |                                    |
| 7.                                 | »Where You've Been«                | Townsend                           | Townsend                           | 4:52                               |                                    |                                    |                                    |                                    |                                    |
| 8.                                 | »Gone Is Gone«                     | Townsend, Dorval                   | Townsend                           | 4:13                               |                                    |                                    |                                    |                                    |                                    |
| 9.                                 | »Fight«                            | Townsend                           | Townsend                           | 6:49                               |                                    |                                    |                                    |                                    |                                    |
| 10.                                | »Glass World«                      | Townsend                           | Townsend                           | 2:36                               |                                    |                                    |                                    |                                    |                                    |
| 11.                                | »Aquarius«                         | Townsend                           | Townsend                           | 5:11                               |                                    |                                    |                                    |                                    |                                    |
| 12.                                | »Perspective«                      | Townsend                           | Townsend                           | 7:12                               |                                    |                                    |                                    |                                    |                                    |
| 13.                                | »Moonshine«                        | Townsend                           | Townsend                           | 3:49                               |                                    |                                    |                                    |                                    |                                    |
| 65:05                              |                                    |                                    |                                    |                                    |                                    |                                    |                                    |                                    |                                    |

| Inačica albuma s PledgeMusica | Inačica albuma s PledgeMusica | Inačica albuma s PledgeMusica | Inačica albuma s PledgeMusica | Inačica albuma s PledgeMusica | Inačica albuma s PledgeMusica | Inačica albuma s PledgeMusica | Inačica albuma s PledgeMusica | Inačica albuma s PledgeMusica | Inačica albuma s PledgeMusica |
| Br.                           | Skladba                       | Trajanje                      |                               |                               |                               |                               |                               |                               |                               |
| ----------------------------- | ----------------------------- | ----------------------------- | ----------------------------- | ----------------------------- | ----------------------------- | ----------------------------- | ----------------------------- | ----------------------------- | ----------------------------- |
| 1.                            | »Daddy«                       | 5:11                          |                               |                               |                               |                               |                               |                               |                               |
| 2.                            | »Mountaintop«                 | 5:33                          |                               |                               |                               |                               |                               |                               |                               |
| 3.                            | »Flight«                      | 5:32                          |                               |                               |                               |                               |                               |                               |                               |
| 4.                            | »The Code«                    | 4:41                          |                               |                               |                               |                               |                               |                               |                               |
| 5.                            | »Moon«                        | 6:28                          |                               |                               |                               |                               |                               |                               |                               |
| 6.                            | »Pier«                        | 3:39                          |                               |                               |                               |                               |                               |                               |                               |
| 7.                            | »Ether«                       | 4:50                          |                               |                               |                               |                               |                               |                               |                               |
| 8.                            | »Hejda«                       | 3:40                          |                               |                               |                               |                               |                               |                               |                               |
| 9.                            | »Forgive Me«                  | 6:00                          |                               |                               |                               |                               |                               |                               |                               |
| 10.                           | »Gone Is Gone«                | 4:38                          |                               |                               |                               |                               |                               |                               |                               |
| 11.                           | »Broken«                      | 1:59                          |                               |                               |                               |                               |                               |                               |                               |
| 12.                           | »Bones«                       | 3:39                          |                               |                               |                               |                               |                               |                               |                               |
| 13.                           | »Deathscope«                  | 6:13                          |                               |                               |                               |                               |                               |                               |                               |
| 14.                           | »The Field«                   | 4:01                          |                               |                               |                               |                               |                               |                               |                               |
| 15.                           | »The Bridge«                  | 8:13                          |                               |                               |                               |                               |                               |                               |                               |
| 16.                           | »Pure«                        | 4:08                          |                               |                               |                               |                               |                               |                               |                               |
| 78:35                         |                               |                               |                               |                               |                               |                               |                               |                               |                               |

| Ekskluzivan sadržaj s PledgeMusica | Ekskluzivan sadržaj s PledgeMusica | Ekskluzivan sadržaj s PledgeMusica | Ekskluzivan sadržaj s PledgeMusica | Ekskluzivan sadržaj s PledgeMusica | Ekskluzivan sadržaj s PledgeMusica | Ekskluzivan sadržaj s PledgeMusica | Ekskluzivan sadržaj s PledgeMusica | Ekskluzivan sadržaj s PledgeMusica | Ekskluzivan sadržaj s PledgeMusica |
| Br.                                | Skladba                            | Autor                              | Trajanje                           |                                    |                                    |                                    |                                    |                                    |                                    |
| ---------------------------------- | ---------------------------------- | ---------------------------------- | ---------------------------------- | ---------------------------------- | ---------------------------------- | ---------------------------------- | ---------------------------------- | ---------------------------------- | ---------------------------------- |
| 1.                                 | »Cold Feet«                        | Townsend                           | 3:39                               |                                    |                                    |                                    |                                    |                                    |                                    |
| 2.                                 | »Thing«                            | Townsend                           | 6:43                               |                                    |                                    |                                    |                                    |                                    |                                    |
| 3.                                 | »CoC Commentary Disc 1«            |                                    | 73:52                              |                                    |                                    |                                    |                                    |                                    |                                    |
| 4.                                 | »CoC Commentary Disc 2«            |                                    | 65:04                              |                                    |                                    |                                    |                                    |                                    |                                    |
| 149:18                             |                                    |                                    |                                    |                                    |                                    |                                    |                                    |                                    |                                    |

## Zasluge
| Casualties of Cool - Devin Townsend – vokali, gitara, bas-gitara, ambijentalni zvukovi, miksanje, tonska obrada - Ché Aimee Dorval – vokali, akustična gitara, tonska obrada - Morgan Ågren – bubnjevi, udaraljke, tonska obrada Ostalo osoblje - Johannes Oscarsson – tonska obrada - Jonatan Sandberg Forsgren – tonska obrada - Randy Slaugh – tonska obrada; aranžman i produkcija gudačkih glazbala - Ken Dudley – tonska obrada - Mattias Eklund – miksanje, tonska obrada, - Troy Glessner – masteriranje - Travis Smith – ilustracije | Dodatni glazbenici - Kat Epple – flauta, drvena puhačka glazbala, tonska obrada - Jørgen Munkeby – saksofon, tonska obrada - Dave Young – dodatne klavijature, tonska obrada - Mike St-Jean – dodatni bubnjevi, tonska obrada - Jeff Schmidt – dodatna bas-gitara - The Sångkraft Chamber Choir – zborski vokali - Leif Åkesson – dirigent zbora - Jennifer Allen – violina - Emily Rust – violina - Ariel Loveland – violina - Joseph Bingham – violina - Sara Bauman – violina - Rachel Sorensen – violina - Sarah Abbott – violina - Mark Shipley – viola - Julie Slaugh – viola - Kelsey Georgeson – viola - Chris Morgan – violončelo - Robert Willes – violončelo - Elizabeth Clarke – violončelo - Michael Rollins – violončelo |